# Троллейбусная линия Алчевск — Перевальск
Троллейбусная линия Алчевск — Перевальск — маршрут троллейбуса между городами Алчевском и Перевальском. Маршрут являлся частью сети алчевского троллейбуса.
Первый троллейбус в Перевальск пошёл в 1962 году.
Значительная часть маршрута (а с 1992 года — весь маршрут) проходила по городу Перевальску, поэтому междугородный троллейбус Алчевск — Перевальск выполнял роль внутригородского транспорта города Перевальска.

## Маршрут
- 1960—1962 — маршрут № 3 от ж/д вокзала станции Коммунарск (г. Алчевск) до пл. Ленина (г. Перевальск)
- 1962—1992 — маршрут № 3 от ж/д вокзала станции Коммунарск (г. Алчевск) до шахты 25 (г. Перевальск)
- 1992—1994 — маршрут № 3 от ж/д вокзала станции Коммунарск (г. Алчевск) до шахты 5 (г. Перевальск)
- 1994—2008 — маршрут № 2 от автовокзала между городами Алчевск и Перевальск до шахты 5 (г. Перевальск)
- 1999 — дополнительный маршрут № 3а от ж/д вокзала станции Коммунарск (г. Алчевск) до шахты № 5 (г. Перевальск)

## История
В 1959 году троллейбус был продлён до шахты «Украина» (ныне ост. Автовокзал), в 1960 до пл. Ленина (пос. им. Парижской коммуны, сейчас Перевальск), а в 1962 году был введен маршрут на шахту 25. Это был первый междугородный транспорт между городами Коммунарск и Паркомуна.
Необходимость соединения двух городов транспортом появилась ещё 50-е годы, так как многие жители Коммунарска работали на шахтах Паркомуны, а жители Паркомуны на металлургическом заводе. В это время динамично развивался троллейбус в Коммунарске, который был пущен в 1954 году. К 1961 году в парке насчитывалось 44 троллейбуса и 5 маршрутов. Поэтому городским советом было принято решение связать города троллейбусом.
Уже в 1962 году от коммунарского автовокзала, который находится на границе городов, до шахты 25 был продлён маршрут № 3, теперь он стал ходить от ЖД вокзала в Коммунарске до шахты 25. Также была введена тяговая подстанция № 3, которая питала новую часть маршрута.
В 1991 году троллейбусная сеть в Коммунарске была очень разветвлена: имелось 10 маршрутов и 117 троллейбусов. Было принято решение о продлении «паркомунского» маршрута далее по городу до шахты 5. После распада Советского Союза алчевское троллейбусное управление переживает тяжелое время. Но, несмотря на всё, в 1992 году ввели в эксплуатацию тяговую подстанцию № 6 и прилегающую к ней линию от шахты 25 до шахты 5. По линии продлили маршрут № 3, а позже разделили его на маршрут № 2 Автовокзал — Шахта 5, который ранее ходил от автовокзала до химзавода, и маршрут № 3, который ходит от железнодорожного вокзала до автовокзала. Таким образом междугородным стал маршрут № 2, хотя фактически он стал пригородным перевальским маршрутом . В 2000 году всё ярче становится кризис электротранспорта: закрывается подстанция № 3, которая не была необходима, так как количество троллейбусов на маршруте сократилось.
Наиболее неудачным в истории маршрута стало его разделение. Да, в 1994—1995 годах это дало положительный финансовый эффект, но вызвало недовольство Перевальчан.
В июле 2008 года движение троллейбусов прекратилось. В сентябре маршрут был официально приостановлен, контактная сеть и подстанция законсервированы. Последние годы троллейбус был очень убыточным и Алчевск решил от него отказаться. Алчевские власти предлагали решить вопрос о сдаче Алчевскпастрансом в аренду Перевальску двух троллейбусов, линии (требующей капремонта) и подстанции № 6, но Перевальск отказывался по причине дороговизны содержания такого небольшого хозяйства.

## Работа междугородного маршрута

Схема троллейбусных маршрутов

### 1962—1992
С начала пуска в 1962 году на маршруте № 3 работало 10—12 троллейбусов в час пик и 6—8 в обычное время. Из года в год троллейбусная сеть развивалась и количество троллейбусов в 1981 году достигло 15 в час пик, но с пуском сильно совпадавшего с № 3 маршрута № 10 количество троллейбусов опять уменьшилось до 12. Стоимость проезда в троллейбусах 3-го маршрута была 5 коп., в то время как в остальных — 4 коп.

### 1992—1994
В 1992 году линия была продлена до шахты 5 — окраины Перевальска, удалённой от Алчевска, практически через весь Перевальск. Маршрут № 3 продлили и он стал ходить то ЖД вокзала до Шахты 5. На маршруте № 3 стало работать 14 троллейбусов в час пик. Маршрут имел достаточно большую протяжённость 11,5 км в одну сторону, которые троллейбус проезжал за 45 минут. Стоимость проезда была такой же, как и во всех троллейбусах Алчевска.
В 1994 году маршрут по предложению зам.начальника Вощаного Н. Г. с целью экономии электроэнергии маршрут разбили на два № 2 и № 3.

### 1994—2008
В 1994 году вновь образованный маршрут № 2, ранее ходивший от автовокзала на химзавод, стал ходить от автовокзала в противоположную сторону — на шахту 5. С того времени маршрут № 3 доходит до автовокзала, где люди едущие в Перевальск, пересаживались на 2-ку. На маршруте № 3 стало работать 8 троллейбусов (в 2010 году уже 4-5) в час пик, на маршруте № 2 — до обеда работало 4, после обеда 3 троллейбуса. В 1998 на 2-ке стало 3 и 2 троллейбуса соответственно. С 2002 года постоянно было 2 троллейбуса, с 2005 по 2008 — 1. Стоимость проезда была такой же, как и во всех городских троллейбусах Алчевска.

### 1999
В 1999 году недолго ходил маршрут № 3а где-то с весны до зимы. Информации о нём немного: известно, что ходил он от ЖД вокзала до, наиболее вероятно, шахты 5, то есть это был самый длинный маршрут за всю историю алчевского троллейбуса — около 11,5 км, но может быть и до шахты 25, как 3-ка в 1962—1992 годы. Маршрут работал или с 5.00 до 00.00, или, что более вероятно, с 5.00 до 14.00. На маршруте работало 2-3 троллейбуса. Стоимость проезда была обычной городской.

## Перспективы
В 2008 году тяговая подстанция подверглась нападению воров, убытки составили 17400 грн. В начале 2010 года от кольца Шахта 5 до ост. Квартал 132 был украден контактный провод (ок. 1,3 км). В целом контактная сеть на территории г. Перевальска находится в плачевном состоянии.
Но в то же время демонтаж контактной сети и тяговой подстанции не планировался.
В конце 2010 года велись переговоры о восстановлении части линии от Автовокзала до пл. Ленина в Перевальске, но результата они пока не дали.
В 2009—2011 годах происходили частые кражи и частичный демонтаж контактной сети. В 2011 году полностью были сняты остатки линии от шахты 25 до шахты 5. В первой половине 2012 года контактная сеть демонтирована полностью до кольца «автовокзал».